# コスモス146号
コスモス146号（コスモス146ごう、ロシア語: Космос-146、ラテン文字表記例: Cosmos 146, Kosmos 146）とは、1967年にソビエト連邦が打上げた無人宇宙船である。ゾンド計画の有人月飛行で使用する宇宙船の、テスト飛行として行われた。

## 飛行
コスモス146号は1967年3月10日にバイコヌール宇宙基地よりプロトンKロケットによって打上げられた。ロケットブロックDは正常に動作し、宇宙船は地球を周回する細長い楕円軌道に投入された。これは月への飛行を想定した軌道であったが、この宇宙船自体はテスト飛行であったため、月へ向かわず、また回収予定もなかった。飛行は予定通りに進みミッションは成功した。
同年4月には同様のテスト飛行がコスモス154号で行われたが、これはブロックDの異常のため失敗した。